# بطولة العالم للأندية 2005
بطولة العالم للأندية 2005 أقيمت في اليابان في الفترة من 11 ديسمبر إلي 18 ديسمبر 2005، وشارك في البطولة أبطال قارات العالم الست وأقيمت بنظام خروج المغلوب من مباراة واحدة. تم إعفاء بطلي أوروبا وأمريكا الجنوبية من خوض الدور التمهيدي الذي يتقابل فية أبطال القارات الأربع الأخرى كما يلي:

## الفرق المشاركة في البطولة
| الفريق                | الاتحاد القاري              | طريقة التأهل                      |
| يدخلون في نصف النهائي | يدخلون في نصف النهائي       | يدخلون في نصف النهائي             |
| --------------------- | --------------------------- | --------------------------------- |
| ليفربول               | الاتحاد الأوروبي لكرة القدم | بطل دوري أبطال أوروبا 2004–05     |
| ساو باولو             | كونميبول                    | بطل كوبا ليبرتادوريس 2005         |
| يدخلون في ربع النهائي |                             |                                   |
| الأهلي                | الاتحاد الأفريقي لكرة القدم | بطل دوري أبطال إفريقيا 2005       |
| الاتحاد               | الاتحاد الآسيوي لكرة القدم  | بطل دوري أبطال آسيا 2005          |
| ديبورتيفو سابريسا     | كونكاكاف                    | بطل كأس أبطال الكونكاكاف 2005     |
| سيدني                 | اتحاد أوقيانوسيا لكرة القدم | بطل بطولة الأندية الأوقيانية 2005 |

## الدور التمهيدي
| الأهلي | 0–1 | الاتحاد      |
| ------ | --- | ------------ |
|        |     | محمد نور 78' |

| ديبورتيفو سابريسا | 1–0 | سيدني |
| ----------------- | --- | ----- |
| بولانيوس 47'      |     |       |

## نصف النهائي
| ساو باولو                                   | 3–2 | الاتحاد                           |
| ------------------------------------------- | --- | --------------------------------- |
| - أموروسو 16'، 47' - روجيريو سيني 57' (ر.ج) |     | - محمد نور 33' - حمد المنتشري 68' |

| ليفربول                                  | 3–0 | ديبورتيفو سابريسا |
| ---------------------------------------- | --- | ----------------- |
| - بيتر كراوتش 3'، 58' - ستيفن جيرارد 32' |     |                   |

## مباراة تحديد المركز الخامس
| الأهلي        | 1–2 | سيدني                              |
| ------------- | --- | ---------------------------------- |
| عماد متعب 45' |     | - دوايت يورك 35' - ديفيد كارني 66' |

## مباراة تحديد المركز الثالث
| ديبورتيفو سابريسا                                    | 3–2 | الاتحاد                          |
| ---------------------------------------------------- | --- | -------------------------------- |
| - سابوريو 13' - سابوريو 85' (ر.ج) - رونالد غوميز 89' |     | - محمد كالون 28' - جوب 53' (ر.ج) |

## المباراة النهائية
| ساو باولو    | 1–0   | ليفربول |
| ------------ | ----- | ------- |
| - مينيرو 27' | تقرير |         |

## هدافو البطولة
| هدفين - أموروسو - بيتر كراوتش - محمد نور - ألفارو سابوريو هدف - حمد المنتشري - عماد متعب | - ستيفن جيرارد - دوايت يورك - ديفيد كارني - رونالد غوميز - جوزيف جوب - محمد كالون - روجيريو سيني - مينيرو - كريستيان بولانيوس |